# 이스라엘의 점령지
이스라엘의 점령지란 이스라엘이 점령하는 골란고원, 요르단강 서안 지구, 가자 지구를 말한다. 현재 가자지구에는 정착촌이 없으나 이스라엘이 육해공을 봉쇄하고 있어 2023년 이스라엘-하마스 전쟁 이전부터 점령지로 분류되었다.

## 같이 보기
- 요르단의 서안 지구 합병
- 아랍 연합 공화국의 가자 지구 점령